# Ghost of a mist
Ghost of a mist is een studioalbum van de Nederlandse muzikant Ron Boots. Het album is opgenomen in zijn eigen Dreamscape geluidsstudio, genoemd naar zijn "eerste" soloalbum Dreamscape. Ghost of a mist is volgens het boekwerkje zijn tweede, maar in die telling zijn de zogenaamde cassettealbums (waarvan er zes zijn) niet meegeteld. Een echt soloalbum was het ook niet want in track 6 speelt een gastmuzikant mee. De muziek bestaat uit elektronische muziek in ambientstijl, langzame dromerige muziek. Een uitzondering is de laatste track met een solo voor elektrische gitaar.

## Musici
- Ron Boots – alle muziekinstrumenten
- Klaus Hoffmann Hook – gitaar op Desert clouds

## Muziek
| Nr. | Titel                                          | Duur  |
| --- | ---------------------------------------------- | ----- |
| 1.  | Ghost of a mist (The sleepwalker)              | 15:16 |
| 2.  | In timeroom spirits                            | 9:29  |
| 3.  | Ghost of a mist (Ring mist mountain)           | 15:34 |
| 4.  | On the field                                   | 5:28  |
| 5.  | Flowing forces (bonustrack op de uitgave 2002) | 9:20  |
| 6.  | Desert clouds                                  | 18:47 |